# Aartseparchie Tiruvalla
De aartseparchie Tiruvalla (Latijn: Tiruvallensis) is een Syro-Malankara-katholieke aartseparchie met als zetel Thiruvalla (ookwel geschreven als Tiruvalla), in India. De aartsbisschop van Tiruvalla is metropoliet van de kerkprovincie Tiruvalla, waartoe ook de volgende suffragane eparchieën behoren:
- Battery
- Muvattupuzha
- Puthur

## Geschiedenis
De aartseparchie werd opgericht op 11 juni 1932, als de eparchie Tiruvalla, en was suffragaan aan de aartseparchie Trivandrum. Op 15 mei 2006 werd het verheven tot metropolitane aartseparchie.

## Parochies
De aartseparchie had in 2020 een oppervlakte van 9.259 km2 en telde 5.153.400 inwoners waarvan 0,8% rooms-katholiek was.

## Ordinarii

### Bisschoppen
- Jacob Abraham Theophilos Kalapurakal (11 juni 1932 - 25 juli 1950)
- Severios Giuseppe Valakuzhyil (25 juli 1950 - 18 januari 1955)
- Athanasios Cheriyan Polachirakal (27 januari 1955 - 29 september 1977; hulpbisschop sinds 31 december 1953)
- Isaac Youhanon Koottaplakil (28 oktober 1978 - 28 april 1987)
- Geevarghese Timotheos Chundevalel (30 april 1988 - 29 maart 2003)

### Aartsbisschoppen
- Baselios Cleemis Thottunkal (bisschop: 11 september 2003, aartsbisschop: 15 mei 2006 - 10 februari 2007; grootaartsbisschop in 2007, kardinaal in 2012)
- Thomas Koorilos Chakkalapadickal (26 maart 2007 - heden; hulpbisschop: 9 mei 1997 - 15 januari 2003)
  - Philippos Stephanos Thottathil (hulpbisschop: 25 januari 2010 - 5 augustus 2017)

## Galerij van afbeeldingen

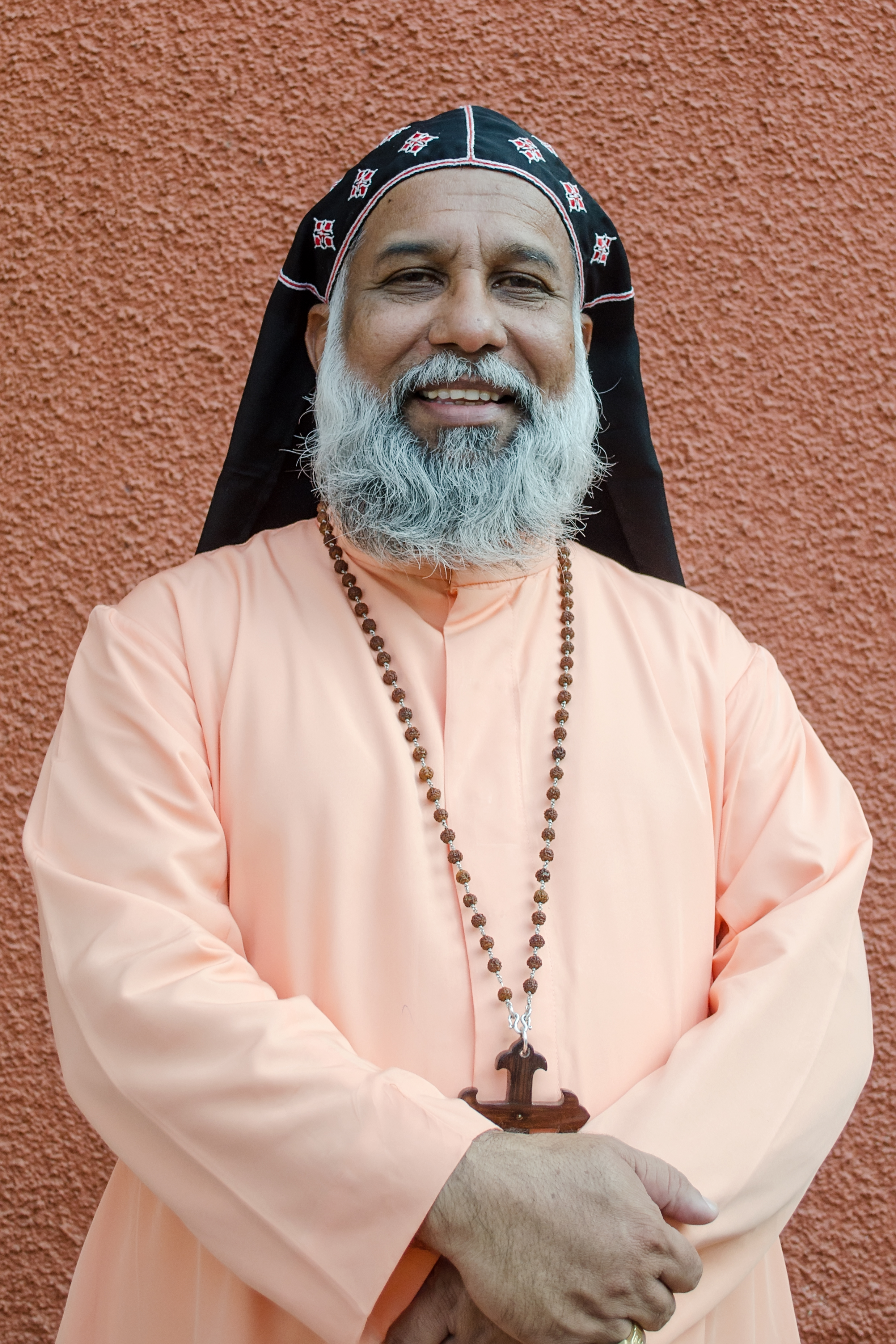
Aartsbisschop Baselios Cleemis Thottunkal (2003-2007)
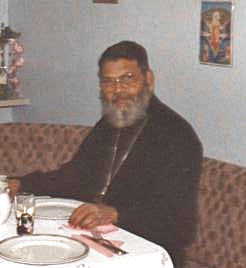
Bisschop Geevarghese Timotheos Chundevalel (1988 - 2003)

Tiruvalla (aartseparchie) · Battery · Muvattupuzha · Puthur